# Croix de cimetière de Saint-Aubin
La croix de cimetière de Saint-Aubin, datant du XVIe siècle, est située au lieu-dit "Saint-Aubin" sur la commune de Plumelec dans le Morbihan.

## Historique
La croix de cimetière de Saint-Aubin fait l’objet d’une inscription au titre des monuments historiques depuis le 25 septembre 1928.